# Zintegrowane centra handlowo-komunikacyjne
Zintegrowane centra handlowo-komunikacyjne – niewielkie obiekty składające się z części handlowej (2–6 tys. mkw. powierzchni najmu brutto) oraz z dworcowej (dworca autobusowego lub kolejowego), najczęściej lokalizowane w miastach regionalnych oraz małych miejscowościach.